# Tempel des Claudius

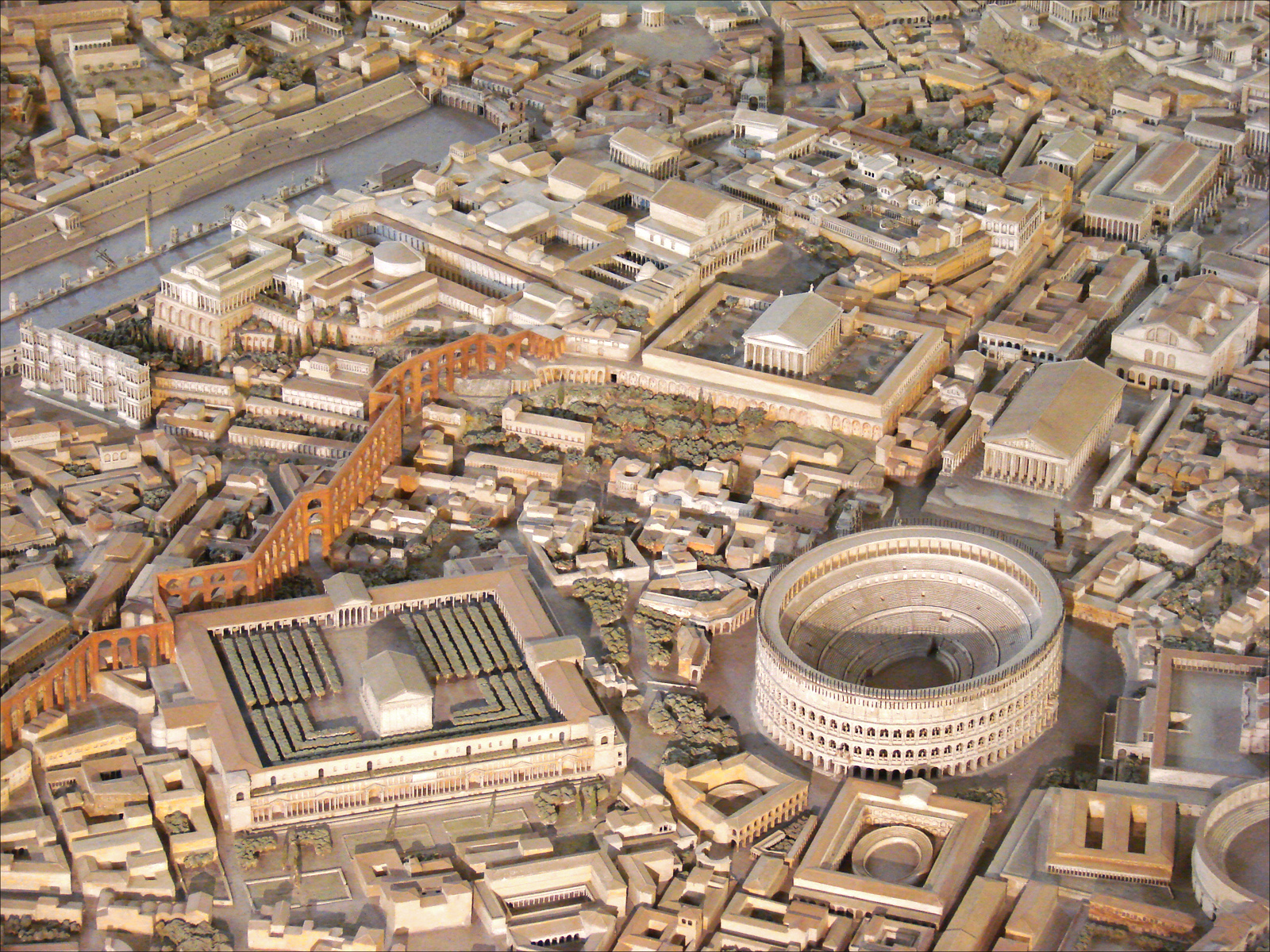
Der Tempel des Claudius im Süden liegend (links) vom Colosseum (Foto des Modells des Antiken Roms im Museo della Civilta Romana in Rom)

Der Tempel des Claudius war ein römischer Tempel auf dem Hügel Caelius im antiken Rom.

## Geschichte
Der Tempel war dem römischen Kaiser Claudius geweiht. Der Bau des Claudius-Tempels auf dem Caelius wurde von Agrippina, der vierten Frau des Kaisers Claudius, nach seinem Tod im Jahr 54 n. Chr. begonnen. Im Jahr 59 wurde Agrippina von ihrem Sohn, dem Kaiser Nero, ermordet, der das massive Podium, das gebaut wurde, um den unvollendeten Tempel zu stützen, für seine eigenen Zwecke umbaute. Die Ostwand wurde in ein großes Nymphäum oder einen kunstvollen Brunnen verwandelt, um den Blick von Neros neuem Palast, der Domus Aurea, auf dem angrenzenden Oppius Mons zu verschönern.

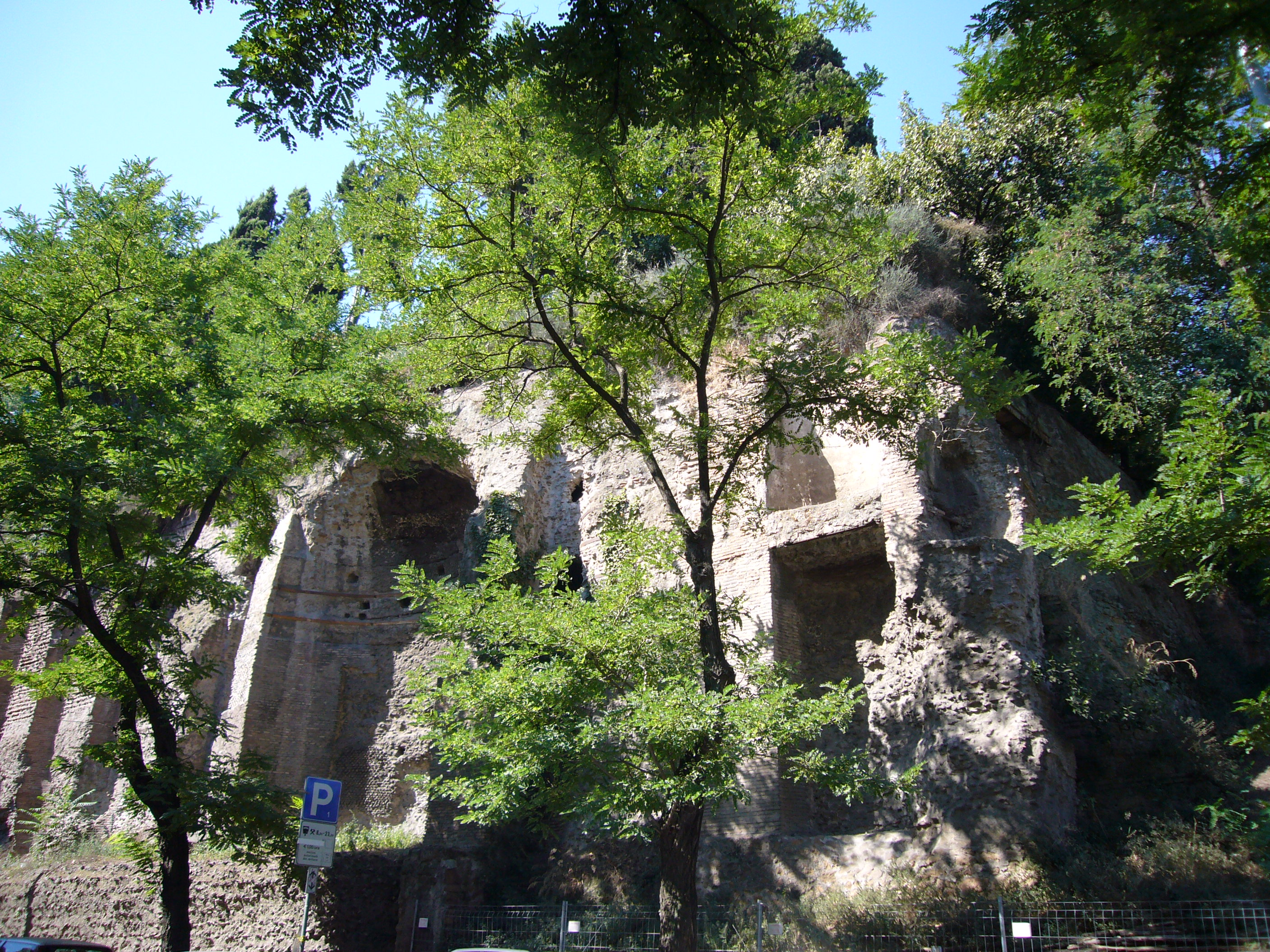
Blick auf die Reste des Tempels von der Via Claudia

Das Nymphäum bestand aus abgestuften Säulen und halbkreisförmigen und rechteckigen Nischen; es hätte wahrscheinlich eine große Skulpturengruppe in der Mitte enthalten. Archäologische Ausgrabungen bestätigen, dass das Wasser von der Spitze des Nymphäums in vier Becken floss, die wiederum in den riesigen Wasserbecken im Tal der Gärten des Nero, der Domus Aurea, mündeten, wo in späteren Jahren das Kolosseum unter Kaiser Vespasian entstand. Um sein Nymphäum mit Wasser zu versorgen, baute Nero Stauseen im Caelius sowie ein neues Zweigaquädukt, um Wasser über das Aquädukt Aqua Claudia zum Hügel zu transportieren. Dieser Zweig, bekannt als Arcus Neroniani, erreichte die Claudia an der Porta Maggiore und verlief zwei Kilometer westlich bis zur Südseite des Caelius, wo er an einem Bauwerk namens Aquaeductium endete. Von dort zweigten Leitungen entlang des Hügels nach Norden ab und brachten Wasser zum Nymphäum und zum Tempel. Eine weitere Leitung wurde zum westlichen Rand des Hügels geführt und endete direkt neben dem Tempel des Claudius.
Kaiser Vespasian rekonstruierte den Tempel des Claudius und gründete eine Vereinigung, die sich der Verehrung des Claudius widmete, bekannt als Augustales, gelegen an der Südseite Tempels. Ein Fragment der Forma Urbis Romae, das das südliche Ende des Tempelkomplexes darstellt, zeigt ein Apsidengebäude vor der Treppe und der Rampe, die zum Tempel führte, der wahrscheinlich der Sitz dieser Vereinigung war.
Die letzte Erwähnung des Tempels stammt aus dem vierten Jahrhundert. Es ist nicht bekannt, was nach dem Wiederaufbau durch Vespasian mit dem Tempel geschehen ist. Im 15. Jahrhundert baute Papst Paul II. mit Steinen aus den Ruinen des Tempels den Palazzo San Marco auf dem Campus Martius.

## Lage und Architektur
Das vom Tempel bebaute Gebiet wird ungefähr von den heutigen Straßen Via Claudia, Viale del Parco del Celio und Clivus Scauri begrenzt. Der Tempel stand auf einer großen rechteckigen Plattform (180 × 200 Meter), die von mächtigen Stützmauern von 15 Metern oder mehr getragen wurde, die teilweise noch sichtbar sind. Der eigentliche Tempel wurde auf einem Podium 20 Stufen über der umgebenden Plattform errichtet. Der Eingang zum Hof erfolgte von Süden durch einen monumentalen zentralen Eingang mit einer imposanten Treppe, die zum Palatin hin ausgerichtet war. Die Plattform selbst war für Archäologen schwer zu interpretieren, es wird jedoch angenommen, dass sie Reiterstatuen von Claudius enthielt.
Die Architektur des Tempels ist teilweise aus sieben Fragmenten der Forma Urbis Romae und einer Renaissance-Zeichnung eines anderen, heute verlorenen Fragments in der Vatikanischen Bibliothek bekannt. Beide zeigen einen Tempel mit einer sechsäuligen Prostylos-Veranda auf der Westseite des Gebäudes. Der Tempel war von einem großen Garten umgeben mit parallel gepflanzten Reihen von Sträuchern. Obwohl nicht auf der Forma Urbis abgebildet, waren der Tempel und die Gärten wahrscheinlich auf allen vier Seiten von einer Portikus umgeben (eine Porticus Claudia wird vom Dichter Martial erwähnt).

## Überreste

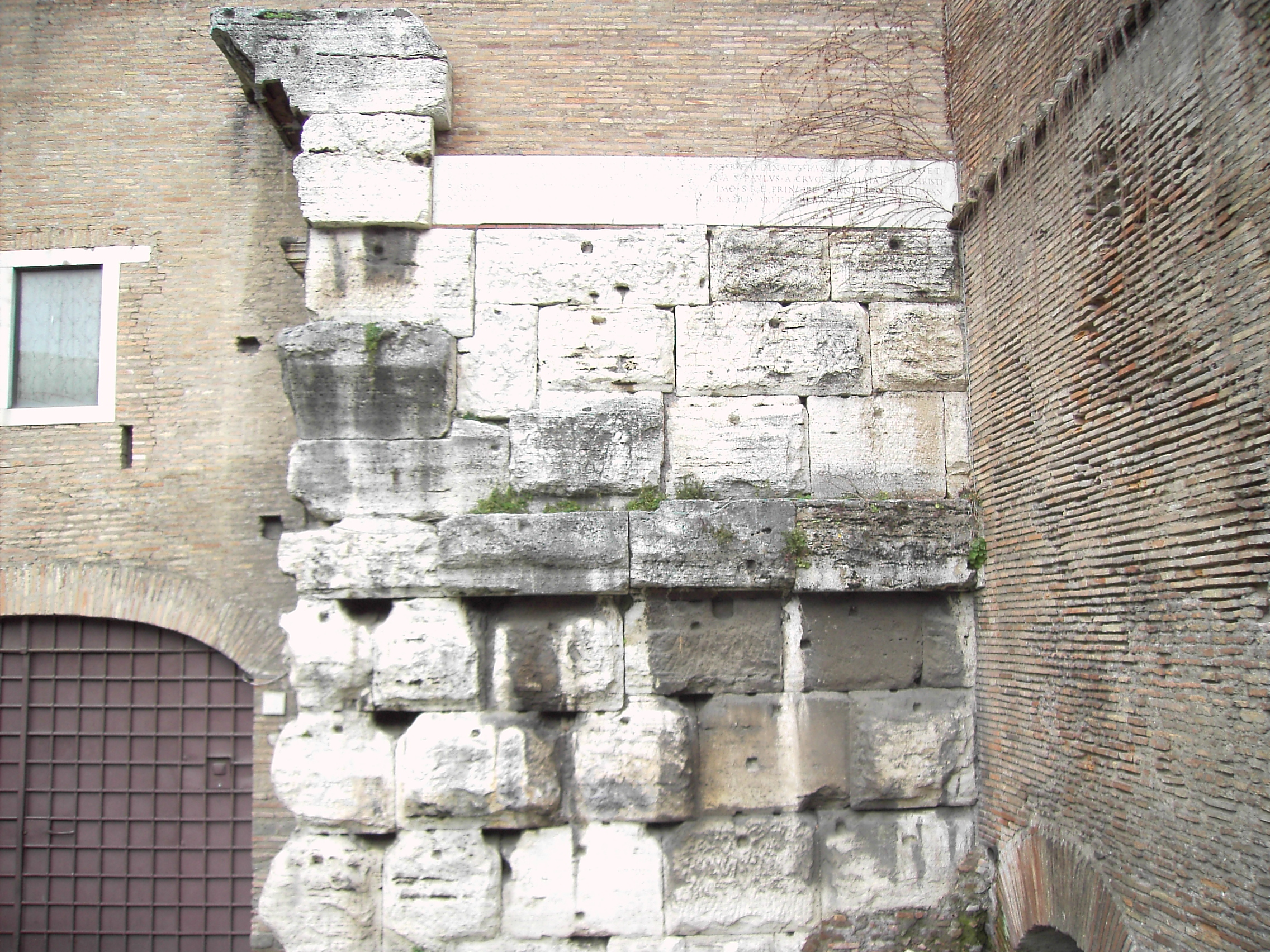
Überreste des Tempels an der Basis des Turms von Santi Giovanni e Paolo

Die bekannten Überreste sind von den vier Seiten der Plattform, vom Tempel selbst ist nichts erhalten. Die Westseite der Plattform wurde aus Travertin gebaut, und einige Überreste wurden in den Glockenturm der Basilika Santi Giovanni e Paolo eingearbeitet. Die Nordseite bestand aus einer Reihe von gewölbten Räumen. Während der Zeit von Nero gab es Brunnen. Die Überreste eines dieser Brunnen, bestehend aus einem Schiffsbogen mit Eberkopf, wurden gefunden und befinden sich heute in den Kapitolinischen Museen. Kaiser Vespasian reduzierte daraufhin den Wasserverbrauch zu Gunsten der Wasserversorgung der Einwohner Roms. Die Ostseite ist am besten erhalten, von Nero vorgenommene Änderungen können hier vermerkt werden. Das Gebiet wurde wiederentdeckt, als 1880 eine neue Straße, die Via Claudia, gebaut wurde. Unter dem Tempelbereich befinden sich Tunnel durch Tuffstein, die kürzlich von den italienischen Behörden kartiert wurden.
Eine Marmorspolie aus dem Claudius-Tempel wurde in Santa Maria degli Angeli e dei Martiri wiederverwendet, als die Kirche in den 1560er Jahren in den Ruinen der Diokletiansthermen errichtet wurde. Es wird angenommen, dass Statuen aus seltener ägyptischer Grauwacke, die Agrippina und Claudius’ Sohn Britannicus darstellen (ersterer in den Kapitolinischen Museen und letzterer in den Uffizien), als Teil einer Familienstatuengruppe im Tempel des Claudius installiert waren. Die Statue der Agrippina zeigt sie mit bedecktem Kopf und Krone und möglicherweise in der Rolle der Priesterin für den Kult ihres verstorbenen Mannes. Es gibt auch zwei Marmorthrone in der Nähe des Claudiums, jetzt in der Glyptothek in München, von denen angenommen wird, dass sie den Tempel geschmückt haben, möglicherweise als Ehrensitze für die etablierten römischen Götter, um den zum Divus erhobenen Claudius in seinem Heiligtum zu „besuchen“.